# Zamek w Jałowiczach
Zamek w Jałowiczach – obronny zamek wybudowany w XV w. na prawym brzegu rzeki Styr.

## Historia
Wsie Bożeniec i Jałowicze w XIV–XV w. były własnością Bożeniec Jełowickich, którzy właśnie od tych dwóch włości się nazwali. W 1669 r. pozostałości zamku przebudowano na klasztor oo. dominikanów, a następnie fragmenty klasztornych murów na plebanię. Fundatorem klasztoru był Samuel Dołpat Izajkowski, sędzia ziemski z Łucka. Po sekularyzacji klasztoru barokowa świątynia stała się kościołem parafialnym.